# 格勒迪尼勒鄉

43°57′N 24°23′E / 43.950°N 24.383°E
格勒迪尼勒鄉（羅馬尼亞語：Comuna Grădinile, Olt），是羅馬尼亞的鄉份，位於該國南部，由奧爾特縣負責管轄，處於布加勒斯特以西150公里，每年平均降雨量882毫米，海拔高度89米，2007年人口1,737。